# Gwladys Épangue
Gwladys Patience Épangue (Clichy, 15 de agosto de 1983) es una deportista francesa, de origen camerunés, que compitió en taekwondo.
Participó en tres Juegos Olímpicos de Verano, obteniendo una medalla de bronce en Pekín 2008, en la categoría de –67 kg, el undécimo lugar en Atenas 2004 (–57 kg)  y el quinto en Río de Janeiro 2016 (+67 kg). En los Juegos Europeos de Bakú 2015 consiguió una medalla de oro en la categoría de +67 kg.
Ganó cinco medallas en el Campeonato Mundial de Taekwondo entre los años 2005 y 2015, y siete medallas en el Campeonato Europeo de Taekwondo entre los años 2000 y 2010.

## Palmarés internacional
| Juegos Olímpicos   | Juegos Olímpicos         | Juegos Olímpicos  | Juegos Olímpicos |
| Año                | Lugar                    | Medalla           | Categoría        |
| ------------------ | ------------------------ | ----------------- | ---------------- |
| 2008               | Pekín (China)            | Medalla de bronce | –67 kg           |
| Campeonato Mundial |                          |                   |                  |
| Año                | Lugar                    | Medalla           | Categoría        |
| 2005               | Madrid (España)          | Medalla de plata  | –67 kg           |
| 2007               | Pekín (China)            | Medalla de plata  | –67 kg           |
| 2009               | Copenhague (Dinamarca)   | Medalla de oro    | –67 kg           |
| 2011               | Gyeongju (Corea del Sur) | Medalla de oro    | –73 kg           |
| 2015               | Cheliábinsk (Rusia)      | Medalla de plata  | +73 kg           |
| Juegos Europeos    |                          |                   |                  |
| Año                | Lugar                    | Medalla           | Categoría        |
| 2015               | Bakú (Azerbaiyán)        | Medalla de oro    | +67 kg           |
| Campeonato Europeo |                          |                   |                  |
| Año                | Lugar                    | Medalla           | Categoría        |
| 2000               | Patras (Grecia)          | Medalla de plata  | –55 kg           |
| 2002               | Samsun (Turquía)         | Medalla de oro    | –55 kg           |
| 2004               | Lillehammer (Noruega)    | Medalla de oro    | –59 kg           |
| 2005               | Riga (Letonia)           | Medalla de oro    | –67 kg           |
| 2006               | Bonn (Alemania)          | Medalla de plata  | –67 kg           |
| 2008               | Roma (Italia)            | Medalla de plata  | –67 kg           |
| 2010               | San Petersburgo (Rusia)  | Medalla de bronce | –73 kg           |